# Turacoena
Turacoena Bonaparte, 1854 è un genere di uccelli della famiglia Columbidae.

## Tassonomia
Comprende le seguenti specie:
- Turacoena manadensis (Quoy & Gaimard, 1830) - tortora cuculo facciabianca
- Turacoena sulaensis Forbes & Robinson, 1900
- Turacoena modesta (Temminck, 1835) - tortora cuculo nera o tortora cuculo ardesia